# Adelaide Hills Council
Adelaide Hills Council – samorząd terytorialny wchodzący w skład aglomeracji Adelaide. Powstał w 1997 z połączenia czterech mniejszych obszarów: East Torrens, Gumeracha, Onkaparinga i Stirling. Hills Council położone jest na wschód od centrum, rozciąga się od zbiornika South Para Reservoir, aż do zbiornika Mount Bold Reservoir na południu. Powierzchnia wynosi 795,08 km², obszar ten zamieszkuje 40031 osób.  
Na terenie Adelaide Hills Council znajduje się 57 miejscowości:

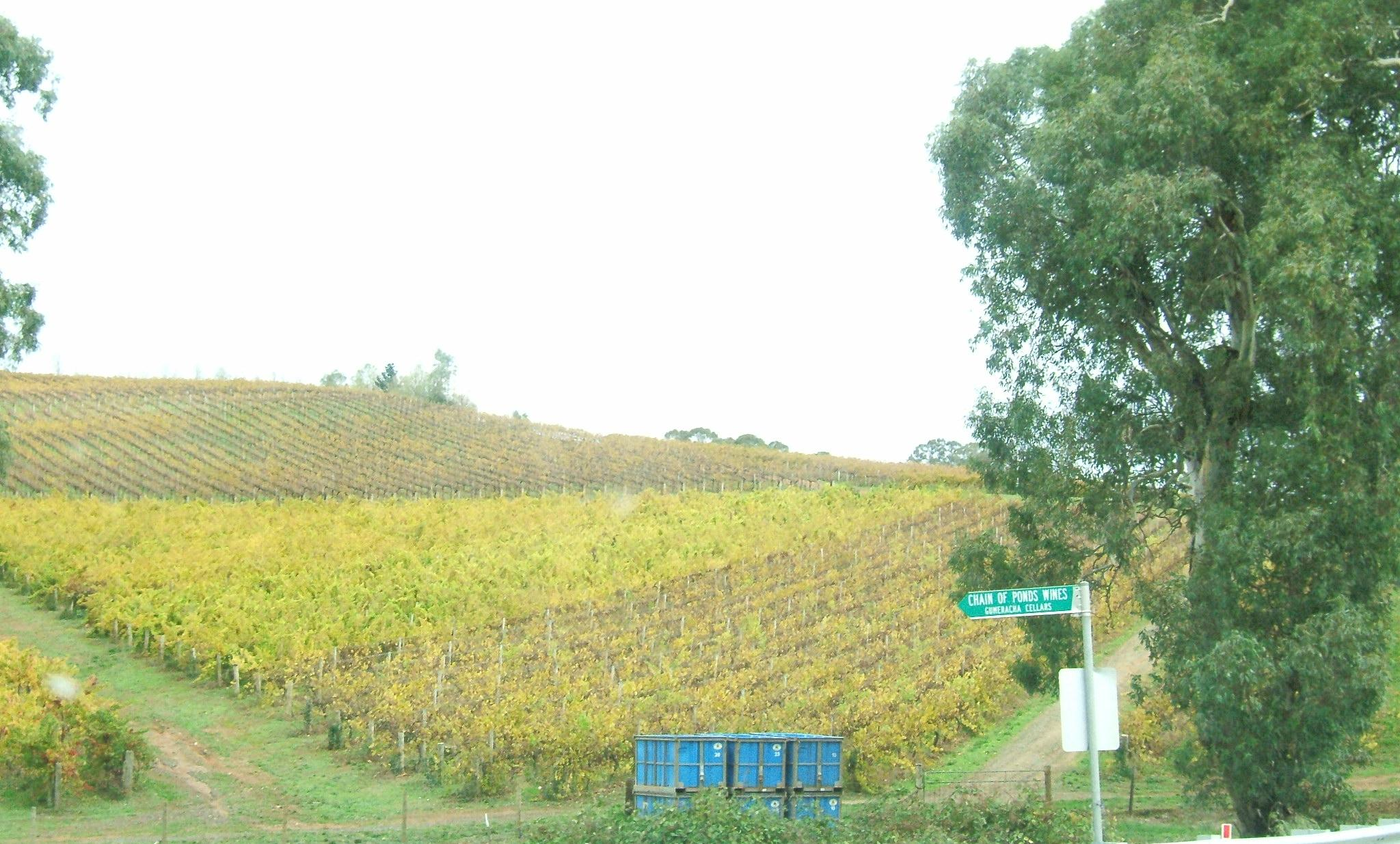
Chain Of Ponds.

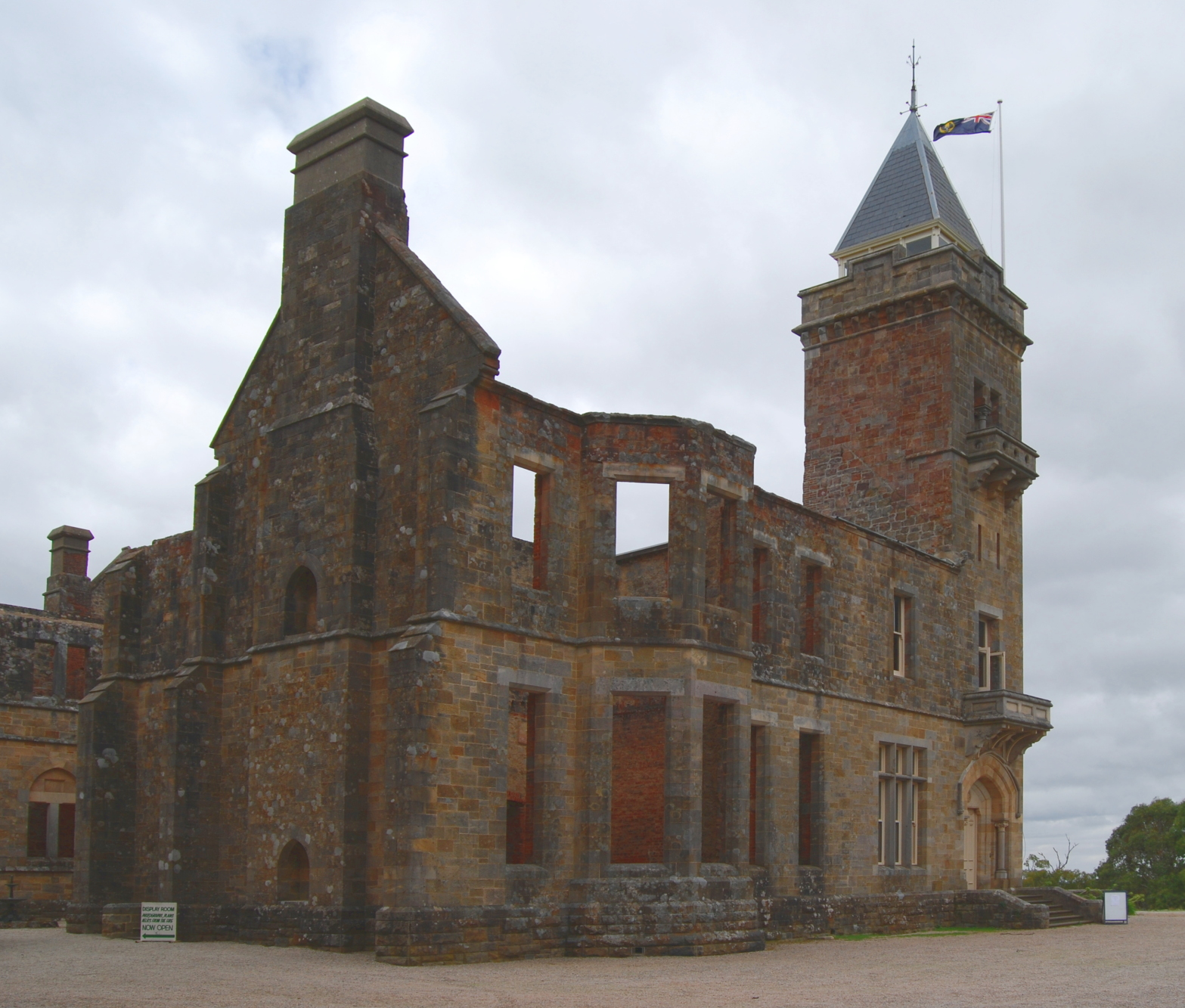
Marble Hill.

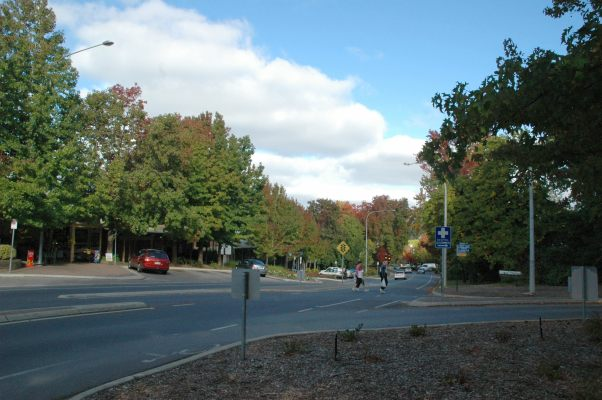
Stirling.

- Aldgate
- Ashton
- Balhannah
- Basket Range
- Birdwood
- Bradbury
- Bridgewater
- Carey Gully
- Castambul
- Chain Of Ponds
- Charleston
- Cherryville
- Crafers West
- Crafers
- Cudlee Creek
- Dorset Vale
- Eagle on the Hill
- Forest Range
- Forreston
- Gumeracha
- Heathfield
- Houghton
- Inglewood
- Inverbrackie
- Ironbank
- Kenton Valley
- Kersbrook
- Lenswood
- Lobethal
- Longwood
- Lower Hermitage
- Marble Hill
- Montacute
- Mount Lofty
- Mount Torrens
- Mylor
- Norton Summit
- Oakbank
- Paracombe
- Piccadilly
- Scott Creek
- Stirling
- Summertown
- Upper Hermitage
- Upper Sturt
- Uraidla
- Verdun
- Woodforde
- Woodside